# 4510 Shawna
4510 Shawna је астероид главног астероидног појаса са средњом удаљеношћу од Сунца која износи 2,360 астрономских јединица (АЈ).
Апсолутна магнитуда астероида је 13,2.